# 元淺草
元淺草（日语：／ Moto-asakusa */?）是東京都台東區的町名。現行行政地名為元淺草一丁目至元淺草四丁目。2013年8月1日為止的人口有6,360人。

## 地理
位於台東區中央，屬淺草地域。東與壽之間以新堀通為界，南與三筋、小島之間以春日通為界，西與東上野之間以清洲橋通為界，北與松谷之間以淺草通為界。東西向的左衛門橋通貫穿本町。町域內商業地、佛教寺院、住宅地混雜。

## 歷史
現在的元淺草一〜四丁目與其周邊在江戶時代初寺院聚集，稱「新寺町」，明曆大火後，增加許多來自湯島的寺院，各寺院周邊形成門前町。明治以後，各門前町編成新町，昭和39年（1934年）實施住居表示制度，成立元淺草。

### 地名由來
「元淺草」來源不明。通常地名前的「元」代表此地為發源地，但現在的元淺草並不是「淺草」地名的源頭。

### 主要地名變遷
| 江戶時代地名＼年代 | 明治2年    | 明治5年      | 昭和11年         | 昭和39年以後（現在） |
| ------------------ | ---------- | ------------ | ---------------- | -------------------- |
| 華藏院門前         | 淺草永住町 | 淺草七軒町   | →                | 元淺草一丁目         |
| 法泉寺門前         | 淺草永住町 | →            | →                | 元淺草一丁目         |
| 欣淨寺門前         | 淺草永住町 | →            | →                | 元淺草一丁目         |
| 榮藏寺門前         | 淺草永住町 | →            | →                | 元淺草二丁目         |
| 吉祥院門前         | 淺草永住町 | →            | →                | 元淺草二丁目         |
| 蓮妙寺門前         | 淺草永住町 | →            | →                | 元淺草二丁目         |
| 蓮光寺門前         | 淺草永住町 | →            | →                | 元淺草二丁目         |
| 觀音院門前         | 淺草永住町 | →            | →                | 元淺草二丁目         |
| 等覺寺門前         | 淺草清島町 | 淺草南清島町 | →                | 元淺草二丁目         |
| 淺草六軒町         | 淺草清島町 | 淺草南清島町 | →                | 元淺草二丁目         |
| 新寺町通下谷車坂町 | 淺草清島町 | 淺草南清島町 | →                | 元淺草二丁目         |
| 龍福院門前         | 淺草永住町 | →            | →                | 元淺草三丁目         |
| 了源寺門前         | 淺草永住町 | →            | →                | 元淺草三丁目         |
| 觀藏院門前         | 淺草永住町 | →            | →                | 元淺草三丁目         |
| 阿部川町           | →          | →            | 菊屋橋一〜二丁目 | 元淺草三〜四丁目     |
| 正行寺門前         | 淺草松山町 | 淺草南松山町 | 菊屋橋二丁目     | 元淺草四丁目         |
| 本立寺門前         | 淺草松山町 | 淺草南松山町 | 菊屋橋二丁目     | 元淺草四丁目         |
| 正覺寺門前         | 淺草松山町 | 淺草南松山町 | 菊屋橋二丁目     | 元淺草四丁目         |
| 淺草成就院門前     | 淺草松山町 | 淺草南松山町 | 菊屋橋二丁目     | 元淺草四丁目         |
| 大乘院門前         | 淺草松山町 | 淺草南松山町 | →                | 元淺草四丁目         |
| 正福院門前         | 淺草松山町 | →            | →                | 元淺草四丁目         |
| 萬福寺門前         | 淺草松山町 | →            | →                | 元淺草四丁目         |
| 延命院門前         | 淺草永住町 | →            | →                | 元淺草四丁目         |
| 妙福寺門前         | 淺草永住町 | →            | →                | 元淺草四丁目         |
| 善慶寺門前         | 淺草永住町 | →            | →                | 元淺草四丁目         |
| 誓教寺門前         | 淺草永住町 | →            | →                | 元淺草四丁目         |
| 新光明寺門前       | 淺草永住町 | →            | →                | 元淺草四丁目         |

## 交通
町域內的鐵路車站有西南部春日通下的都營大江戶線、首都圏新都市鐵道筑波快線新御徒町站。此外町域外的西北方淺草通下有地下鐵銀座線稻荷町站。

## 設施
- 東京都立白鷗高等学校、附屬中學校 - 附屬中學校前身為舊台東區立台東中學校，安達祐實母校。
- 東京都水道局台東營業所
- 了源寺
- 光明寺
- 最尊寺 - 永六輔生家

## 備註
1. ↑  住民基本台帳による町丁名別世帯人口数 平成２５年８月１日現在[永久]